# (17608) Terezín
(17608) Terezín, désignation internationale (17608) Terezin, est un astéroïde de la ceinture principale.

## Description
(17608) Terezin est un astéroïde de la ceinture principale. Il fut découvert le 12 octobre 1995 à l'Observatoire Kleť par Miloš Tichý. Il présente une orbite caractérisée par un demi-grand axe de 3,05 UA, une excentricité de 0,04 et une inclinaison de 10,4° par rapport à l'écliptique.

## Compléments